# Mang

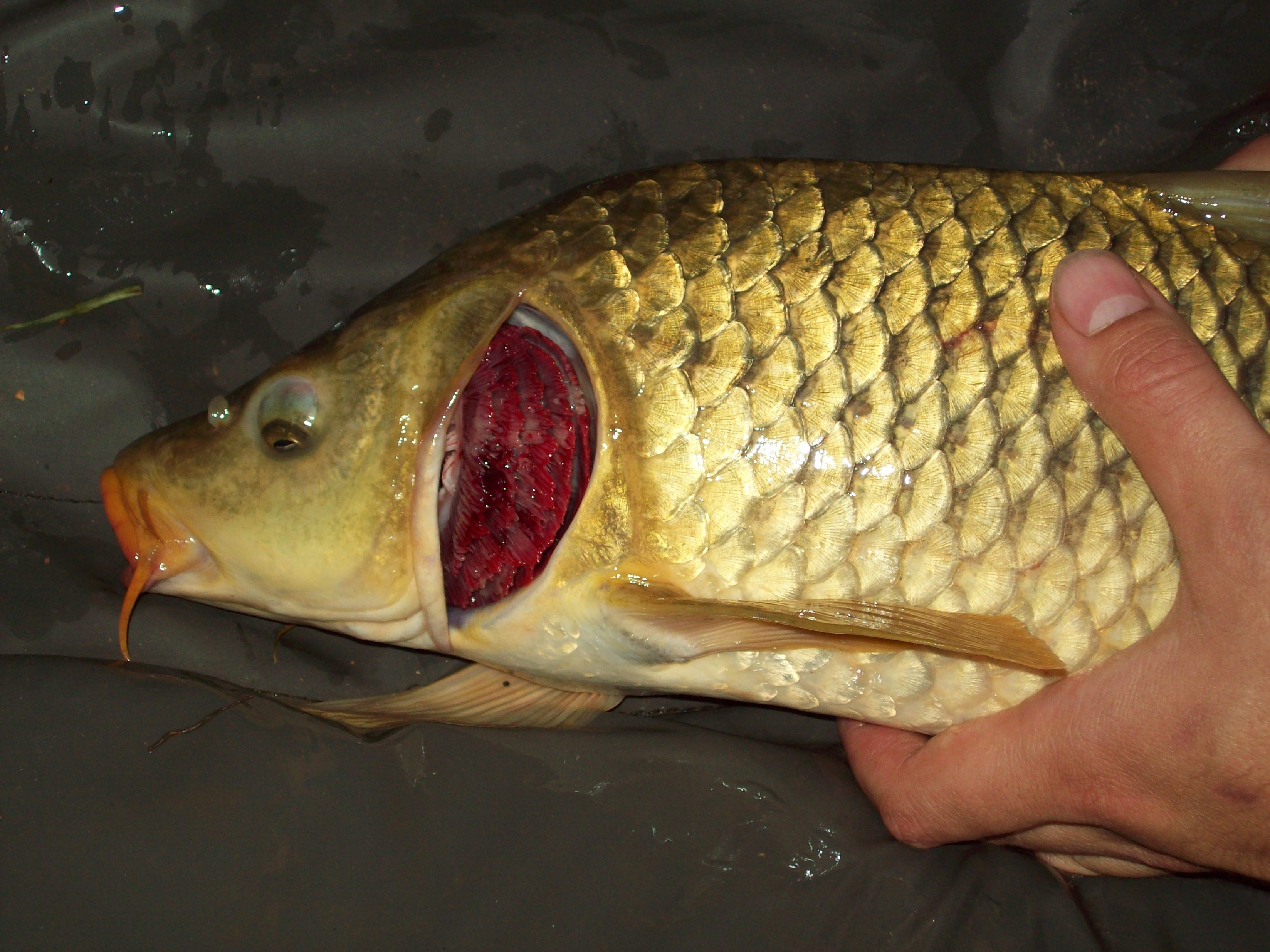
Một con cá chép không có nắp mang do khuyết tật bẩm sinh, có thể nhìn thấy rõ mang màu đỏ ở hai bên má.

Mang là một cơ quan hô hấp tồn tại trong nhiều động vật sống dưới nước, có chức năng trích lọc ôxi trong nước cung cấp cho cơ thể và thải bỏ cacbonic rả khỏi cơ thể sinh vật. 

## Đại cương
Một số loài động vật sống trên cạn như ốc mượn hồn và cua đất cũng hô hấp bằng mang, nhưng mang của chúng đã tiến hóa để có thể duy trì sự ẩm ướt trong điều kiện sống trên đất liền. Cấu trúc vi mô của mang cho thấy cơ quan này có diện tích bề mặt tiếp xúc với môi trường ngoài cực kì lớn. Một số động vật kích thước nhỏ hoặc ít hoạt động có thể hấp thu ôxi trực tiếp qua bề mặt cơ thể, nhưng các động vật lớn hơn, phức tạp hơn, hoạt động nhiều hơn thì có thể cần sự hiện diện của mang.
Mang thường bao hàm một hay nhiều phiến mô phân nhánh, có nhiều nếp gấp giúp tăng đáng kể diện tích bề mặt tiếp xúc với nước. Diện tích bề mặt lớn này đóng vai trò cực kỳ quan trọng đối với con vật nếu chúng ta xét đến hàm lượng ôxi hòa tan cực kì nhỏ chứa trong nước, nhất là so với hàm lượng ôxi trong không khí. Ví dụ, một mét khối không khí chứa 250 gam ôxi trong điều kiện nhiệt độ và áp suất tiêu chuẩn, tương đương nồng độ 210 cm³/lít, trong khi đó nồng độ ôxi hòa tan trong nước ngọt là 8 cm³/lít. Ngoài ra tốc độ khuếch tán của ôxi trong nước chậm hơn 10.000 lần so với không khí và độ nhớt, tỉ trọng của nước nhiều gấp 100 lần so với không khí. Như vậy, việc dùng một cơ quan dạng túi giống như phổi để lấy ôxi tỏ ra kém hiệu quả hơn rất nhiềy so với việc dùng hệ thống mang với cơ cấu bơm giúp nước chảy một chiều từ đầu này qua đầu kia của mang. Tỉ trọng lớn của nước giúp giữ cho các phiến mang "lơ lửng" trong nước và không đổ sập đè chồng lên nhau, điều xảy ra khi con vật bị lôi lên khỏi mặt nước.
Ngoại trừ trường hợp trong một số côn trùng, mang bao hàm các tơ mang và phiến mang mang nhiều mạch máu và mạch thể dịch, và quá trình trao đổi khí diễn ra thông qua lớp vách mỏng của các mạch này. Sau đó mạch máu sẽ vận chuyển ôxi về các cơ quan của cơ thể, còn cacbônic thấm qua thành vách mỏng đi ra môi trường bẹn ngoài. Mang và các cơ quan tương tự được tìm thấy ở trên nhiều vị trí khác nhau của cơ thể và ở nhiều nhóm động vật ở nước khác nhau, bao hàm các loài thân mềm, giáp xác, côn trùng, cá, và lưỡng cư.

## Loài có xương sống

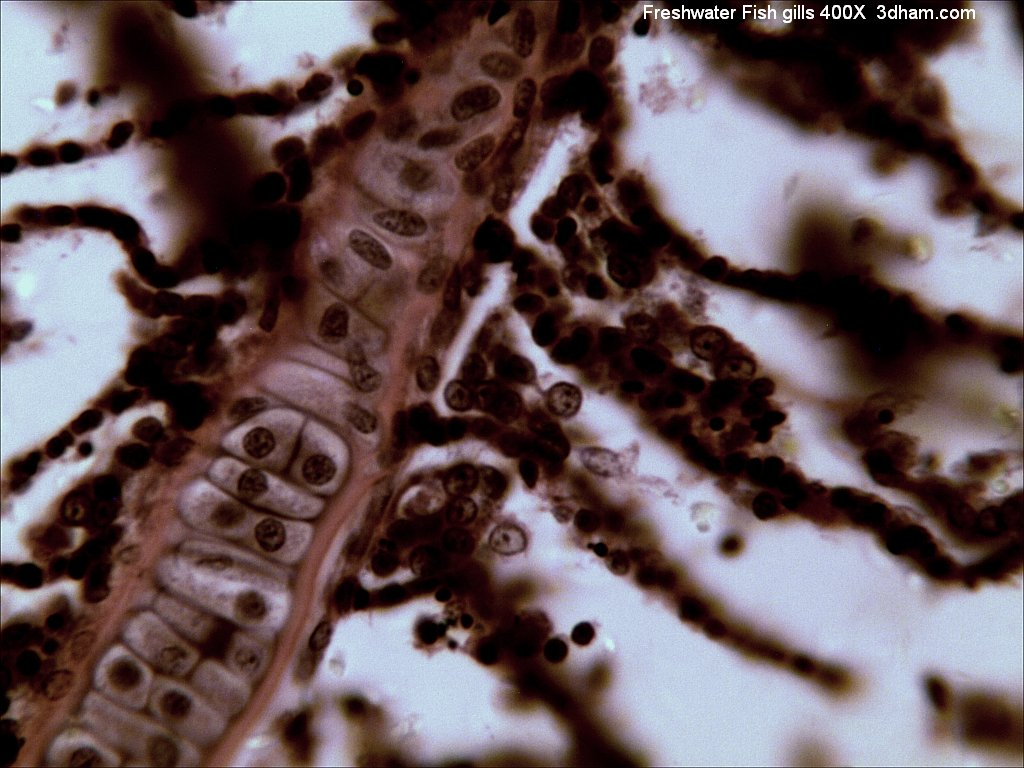
Mang cá nước ngọt, phóng to 400 lần.

Mang của các loài động vật có xương sống hình thành và phát triển trên vách của hầu, bao hàm một dãy khe mang mở thông ra ngoài. Phần lớn các loài động vật này tận dụng dòng chảy đối lưu để tăng tối đa tốc độ khuếch tán không khí thông qua mang, trong đó nước và dòng máu chảy ngược chiều nhau. Mang bao hàm các tơ mang dạng lược mang các phiến mang giúp tăng diện tích bề mặt tiếp xúc.
Khi một con cá thở, nó hút một lượng lớn nước vào miệng theo từng đợt đều nhau, sau đó đẩy nước ra hai bên thành họng và tống ra ngoài theo đường mang. Mang cá có thể là tiền thân của các cơ quan như amiđan, tuyến ức và vòi Eustach, cũng như nhiều cấu trúc khác phát triển từ túi hầu.

### Cá sụn
Cá mập và cá đuối thường có 5 cặp khe mang mở trực tiếp ra môi trường nước bên ngoài, một số cá mập nguyên thủy có đến 6 hay 7 khe mang. Các khe mang kế tiếp nhau được ngăn cách bởi cung mang dạng sụn, từ cung mang này trổ ra các vách ngăn hình phiến, chúng được chống đỡ bằng những tấm sụn gọi là tia mang. Các phiến mang nằm trên cả hai mặt của vách cung mang. Cung mang cũng có thể là nơi nương tựa của lược mang, một cơ quan chuyên dùng để "lọc" các hạt thức ăn li ti trong nước.
Cá sụn có một lỗ thở nằm ngay phía lưng của khe mang thứ nhất, bao hàm một mang phụ giả nhìn giống như mang thật, nhưng chỉ nhận máu chứa sẵn nhiều ôxi chảy từ mang thật tới. Mang giả này được cho là cùng nguồn gốc với lỗ tai trong các động vật có xương sống cấp cao hơn.
Phần lớn các loài cá mập không có khả năng tự "bơm" nước vào mang mà hô hấp bằng cách "tông" vào nước, cụ thể hơn khi cá bơi về phía trước thì dòng nước sẽ di chuyển tương đối về phía sau so với cá, và vì vậy, nếu lấy cá làm hệ quy chiếu thì dòng nước sẽ di chuyển tương đối từ miệng vào mang cá để cá hô hấp. Cá bơi càng nhanh thì dòng nước "chảy" vào mang càng nhanh. Đối với các loài cá sụn bơi chậm như cá đuối, khi tốc độ bơi không đủ nhanh để hô hấp kiểu "tông" vào nước, lỗ thở của chúng có độ rộng lớn hơn và các loài cá nay có khả năng chủ động hút nước để bơm vào mang.
Các loài cá sụn thuộc bộ Chimaeriformes không có cả lỗ thở lẫn khe mang thứ năm, các khe mang còn lại được che bởi một nắp mang bằng sụn, phát triển từ vách ngăn của cung mang nằm phía trước khe mang thứ nhất.
Cá mút đá và cá bà già không có dạng khe mang giống như cá mập, cá đuối, mà mang của chúng nằm trong các túi hình cầu có lỗ tròn thông qua môi trường ngoài. Giống như khe mang của các loài cá cấp cao hơn, mỗi túi mang bao hàm hai mang. Trong một số trường hợp, các lỗ thông hòa nhập vào nhau và hình thành nên một cấu trúc giống như nắp mang. Cá mút đá có 7 cặp túi mang trong khi cá bà già có thể từ 6-14 cặp tùy theo loài. Ở cá bà già, túi mang nối thông với hầu, trong khi ở cá mút đá trưởng thành, hệ thống hô hấp bao hàm một đường ống thở nằm ở dưới hầu, ngăn cách dòng thức ăn và dòng nước dùng trong hô hấp trộn lẫn với nhau bằng một van, van này sẽ đóng lại ở đầu trước của ống khi cá hô hấp.

### Cá xương

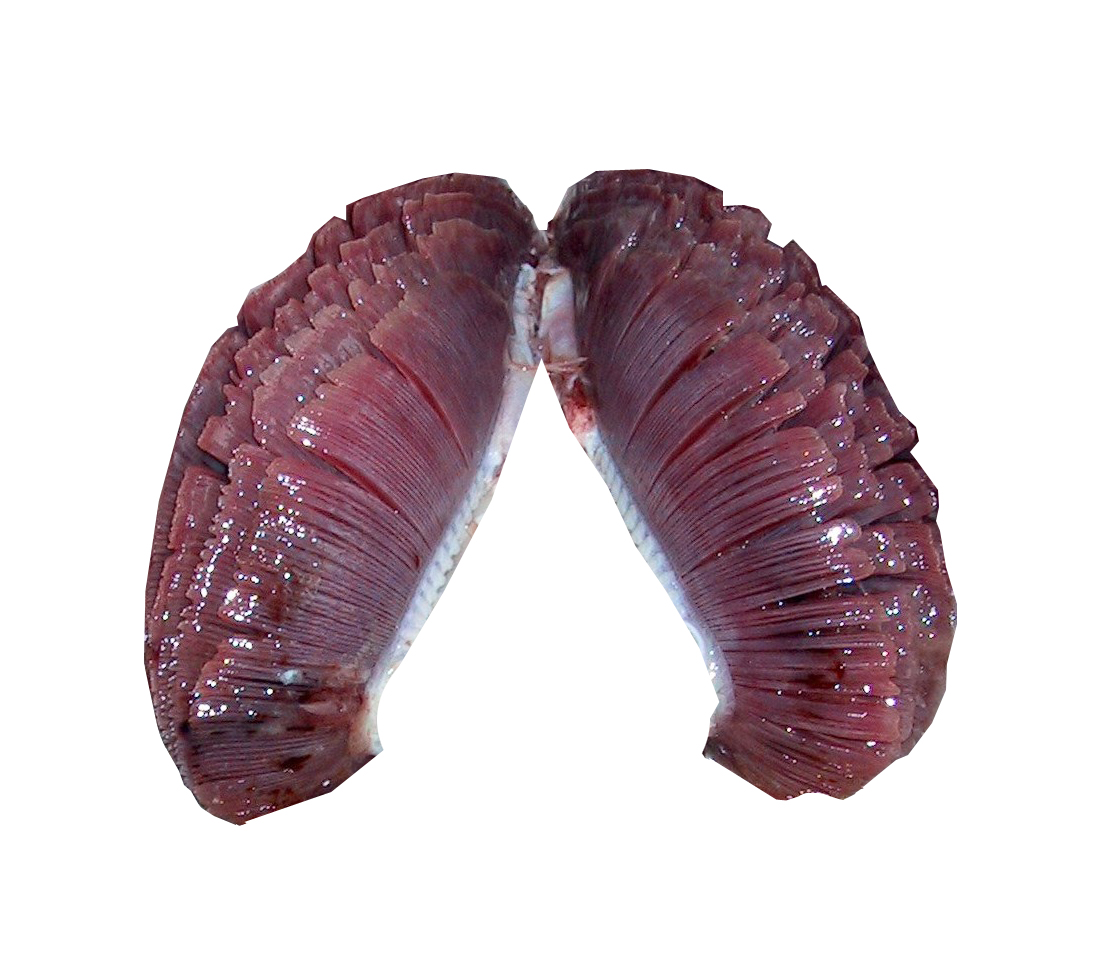
Mang của một con cá ngừ.

Đối với các loài cá xương, mang cá nằm ờ một khoang sau đầu, che phủ bởi một nắp mang bằng xương. Phần lớn các loài cá xương có 5 cặp mang, mặc dù một vài loài có ít hơn do sự tiêu giảm trong quá trình tiến hóa. Nắp mang của cá có vai trò quan trông trong việc điều chỉnh áp suất nước trong hầu và nhờ đó giúp cho cá có thể chủ động hút và bơm nước vào mang chứ không phải di chuyển liên tục để hô hấp như nhiều loài cá sụn. Cá xương cũng có những van nằm trong miệng để ngăn nước thất thoátvra ngoài.
Cung mang của cá xương không có vách ngăn và mang cá gắn trực tiếp lên xương cung mang, được chống đỡ bằng các tia mang đơn lẻ. Một số loài cá xương còn giữ lại các lược mang. Phần lớn các loài cá xương - ngoại trừ một số loài nguyên thủy - không có lỗ thở, nhưng mang phụ giả vẫn còn tồn tại và nằm ở gốc nắp mang. Tuy nhiên cơ quan này đã bị tiêu giảm đáng kể và chỉ còn tồn tại dưới dạng một dúm tế bào có hình thù không rõ ràng.
Các loài thuộc Phân thứ lớp Cá xương thật (Teleostei) sống ở biển cũng sử dụng mang để bài tiết chất điện giải. Diện tích bề mặt quá lớn của mang khiến cá gặp nhiều khó khăn trong việc điều tiết nồng độ thẩm thấu của thể dịch vốn thấp hơn nhiều so với nồng độ thẩm thấu của nước biển và khiến cá bị đe dọa mất nước do thẩm thấu. Đối với cá nước ngọt, nồng độ của thể dịch lại cao hơn và vì vậy cá có thể hấp thu nước một cách tự nhiên từ môi trường ngoài qua mang.

### Loài khác

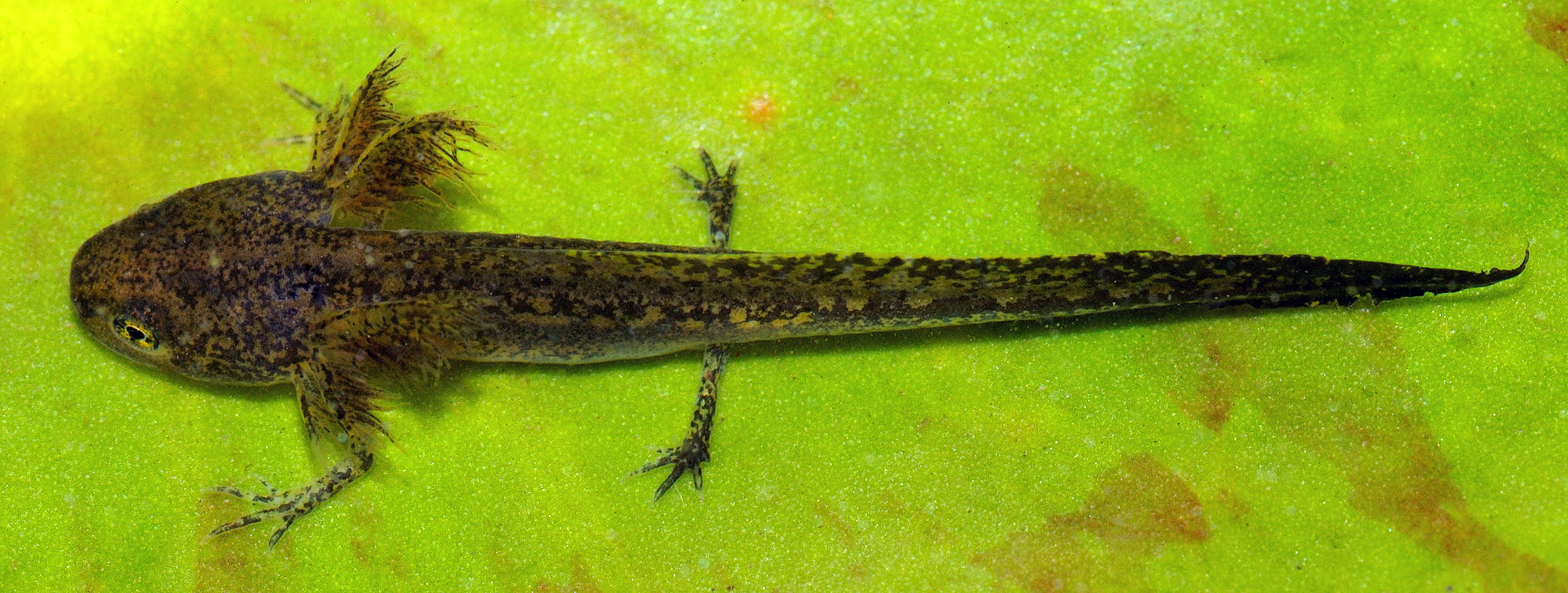
Mang ngoài của nòng nọc thuộc loài sa giông núi cao nằm ở hai bên đầu.

Nòng nọc của các loài lưỡng cư có 2-5 khe mang bao hàm những cơ quan hô hấp tựa như mang, nhưng chưa phải là mang thật sự. Thông thường lỗ thở và nắp mang không tồn tại, dù một số loài có thể có những cơ quan tương tự như nắp mang. Và thay vì có mang nằm trong cơ thể, nòng nọc phát triển một cấu trúc mang nằm ngoài cơ thể, mọc từ bề mặt ngoài của các cung mang. Những mang ngoài này sẽ tiêu giảm khi nòng nọc biến thái, nhưng một số loài thì mang ngoài vẫn tồn tại. Cá phổi cũng có mang ngoài, và các loài thuộc chi Cá nhiều vây (Polypterus) cũng có mang ngoài nhưng cấu trúc của nó thì khác so với lưỡng cư.

## Loài không xương sống

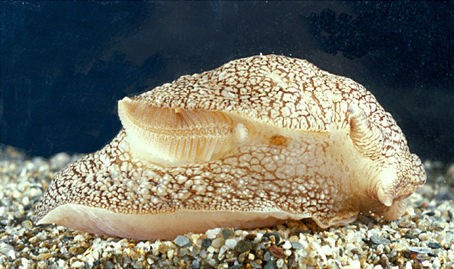
Mang hình lông chim nằm ở mặt bên phải của loài sên biển Pleurobranchaea meckelii.

Quá trình hô hấp của các động vật da gai (bao gồm sao biển và nhím biển) được thực hiện thông qua một dạng mang rất nguyên thủy gọi là nốt nhú (papula, số nhiều papulae) nổi lên ở bề mặt "da" của chúng. Các nốt nhú này bao hàm các túi thừa nằm trong hệ thống mạch dẫn nước của con vật. Các loài giáp xác, thân mềm và một số loài côn trùng có các mang dạng búi hoặc dạng phiến mọc ra ngoài cơ thể.

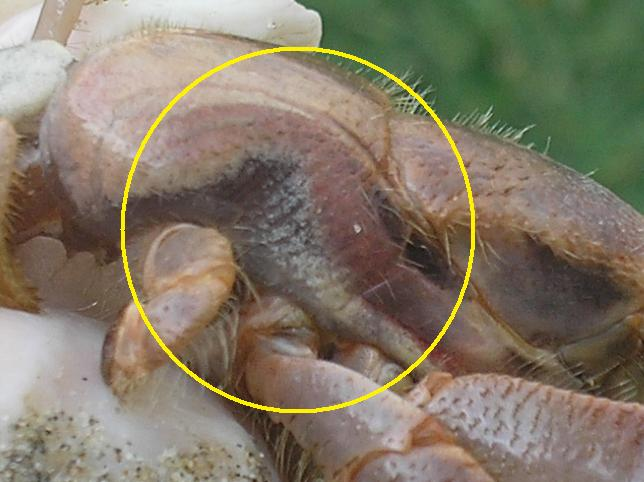
Ốc mượn hồn Caribê có các mang được thay đổi để có thể sống ở môi trường cạn.

Mang của các loài côn trùng khác thuộc dạng khí quản và bao hàm các cấu trúc hình búi và hình phiến. Trong trường hợp của thiếu trùng chuồn chuồn, vách của phần cuối ống tiêu hóa có rất nhiều khí quản hoạt động như các mang. Nước được bơm vào và ra khỏi ống tiêu hóa sẽ cung cấp khí ôxi cho hệ thống khí quản kín bao hàm các túi khí. Khí ôxi sẽ thường xuyên được nạp vào các túi này thay cho khí cacbonic sinh ra sau quá trình hô hấp.

### Mang vật lý
Đây là kết quả của quá trình thích nghi với việc sống dưới nước của một số côn trùng. Loại mang này sẽ tích chứa ôxi trong không khí ở một khoang nhất định hàm chứa những lỗ thở nhỏ. Cấu trúc này (thường được gọi là yếm thường bao hàm nhiều lông cứng mọc dày đặc giúp ngăn cản nước chảy vào các lỗ thở, nhờ đó trong lỗ thở tồn tại một môi trường chứa không khí giúp con vật có thể thực hiện việc hô hấp giống như trên cạn. Khí cacbonic do con vật thải ra nhanh chóng hòa tan vào nước do độ tan tương đối cao, trong khi đó ôxi khuếch tán vào các bong bóng nước vì nồng độ trong các bong bóng nước đã giảm đi sau khi hô hấp, khí nitơ cũng khuếch tán ra ngoài vì sức căng của bóng đã tăng lên. Ở đây, khí ôxi đi vào bóng nước nhiều hơn so với khí nitơ đi ra ngoài, nhưng lượng ôxi trong phần nước bao quanh côn trùng có thể bị giảm mạnh nếu như nước không bị khuấy động, vì vậy các côn trùng này thường phải chủ động khuấy nước lên để "thu" ôxi.
Sự tồn tại của mang vật lý giúp côn trùng có thể thường xuyên ngụp lặn dưới nước sâu mà không cần ngoi lên để thở. Những ví dụ về các loài côn trùng sử dụng mang vật lý có thể kể đến như các loài bọ nước thuộc họ Elmidae, những loài mọt ngũ cốc sống dưới nước, và các loài thuộc họ Aphelocheiridae trong bộ Cánh nửa.